# Pilea wollastonii
Pilea wollastonii är en nässelväxtart som beskrevs av A.K.Moro. Pilea wollastonii ingår i släktet pileor, och familjen nässelväxter. Inga underarter finns listade i Catalogue of Life.